# Rafik Darragi
Pour les articles homonymes, voir Darragi.
Rafik Darragi, né en 1939 à Sousse, est un écrivain tunisien, auteur de plusieurs romans historiques.

## Biographie
Né à Sousse en Tunisie, il effectue ses études au lycée de garçons de Sousse puis à l'École normale supérieure de Tunis.
Titulaire d'un doctorat d'État ès lettres anglaises de l'université Paris-Sorbonne, il devient professeur à l'université de Tunis et directeur de l'Institut Bourguiba des langues vivantes.
Rafik Darragi est membre du bureau exécutif de l'International Shakespeare Association et secrétaire général de l'Association des écrivains tunisiens en Europe. Il est par ailleurs correspondant de la revue Leaders pour la culture,.
Il a été décoré de l'Ordre de l'éducation de la République tunisienne.

## Prix littéraires
- Prix du premier roman (Comar d'or 2001) pour Le Faucon d'Espagne[4] ;
- Prix spécial du jury (Comar d'or 2005) pour Sophonisbe, la gloire de Carthage[4] ;
- Comar d'or (2019) pour Jugurtha : un contre-portrait[4].

## Principales publications

### Œuvres scientifiques
- La Violence dans la tragédie jacobéenne : contemporains et successeurs de Shakespeare, Tunis, Faculté des lettres de Tunis, 1988, 675 p. ;
- (en) The Sword and the Mask : Violence in Jacobean Tragedy, Tunis, Publications de la faculté des sciences humaines et sociales, 1995, 332 p. (ISBN 9973-922-26-3) ;
- (en) Theatrical Violence : Shakespearean and other studies, Tunis, Centre de publication universitaire, 2001, 176 p. (ISBN 9973-948-89-0) ;
- La Société de violence dans le théâtre élisabéthain, Paris, Éditions L'Harmattan, coll. « Univers théâtral », 2012, 214 p. (ISBN 978-2-296-50095-2).

### Romans
- Egilona, la dernière reine des Wisigoths, Paris, Éditions L'Harmattan, 2002, 206 p. (ISBN 978-2-7475-2739-2) ;
- Le Faucon d'Espagne, Paris, Éditions L'Harmattan, coll. « Lettres du monde arabe », 2003, 230 p. (ISBN 978-2-296-30886-2, lire en ligne) ;
- Sophonisbe, la gloire de Carthage, Paris, Éditions Séguier, 2005, 266 p. (ISBN 978-2-84049-408-9) ;
- La Confession de Shakespeare, Paris, Éditions L'Harmattan, 2007, 190 p. (ISBN 978-2-296-16719-3, lire en ligne) ;
- Hédi Bouraoui, la parole autre : l'homme et l'œuvre, Paris, Éditions L'Harmattan, coll. « Approches littéraires », 2015, 196 p. (ISBN 978-2-336-36939-6, lire en ligne) ;
- Le Roman arabe moderne : une anthologie d'ouvrages disponibles en français, Paris, Éditions Edilivre, 2017, 216 p. (ISBN 978-2-334-24753-5) ;
- Jugurtha : un contre-portrait, Tunis, Nirvana, 2019, 248 p. (ISBN 978-9938-53-000-1).